# Когезія (мовознавство)
Когезія, також зв’язність тексту (від лат. cohaesus — пов’язаний, об’єднаний) — це граматичний та лексичний зв’язок у тексті чи реченні, який поєднує текст і надає йому певне значення. У мовознавстві когезія співвідноситься із ширшим поняттям когерентності.
Існує два основних типи когезії:
- граматична когезія, заснована на структурному вмісті тексту;
- лексична когезія, заснована на лексичному вмісті тексту та фонових знаннях.

Створення зв’язного тексту можливе різними способами. У своїй праці з когезії М. Халлідей та Р. Хасан виділяють п’ять загальних категорій об’єднання елементів тексту: референція, еліпсис, субституція, лексична когезія, сполучення.

## Референція
Існує два референтних прийоми, що здатні на утворення когезії:
- Анафорична референція зустрічається тоді, коли автор посилається на когось або щось, що було згадано раніше, задля уникнення повтору. Прикладом слугує подальша заміна загальної назви «таксист» займенником «він» чи «дві дівчини» — «вони». Іншим прикладом є чергування шаблонних виразів, зокрема: «як вже зазначалося раніше» чи «вищезазначений».
- Катафорична референція протилежна анафоричній — це посилання на інформацію, подану в дискурсі надалі: «От і він, наш визначний ведучий… Джон Доу!»

Існує ще один референтний прийом, який не здатний на утворення когезії:
- Екзофорична референція використовується для опису загальних або абстрактних об’єктів без жодної їхньої ідентифікації (на відміну від анафори та катафори, які дійсно ідентифікують сутність об’єкта, а отже, є формами ендофори). Це явище виникає у разі, якщо автор не бажає ідентифікувати осіб або події, про які йдеться. Наприклад, замість того, щоб вводити певне поняття, автор називає його загальним словом, таким як «усе». Халлідей та Хасан вважали, що екзофорична референція не здатна на утворення когезії, оскільки вона не об’єднує два елементи в тексті.

## Еліпсис
Еліпсис — ще один когезивний прийом, який полягає в навмисному пропуску у висловлюванні чи написанні структурних елементів, які мають домислюватися за контекстом.
Простим прикладом еліпсису в усному мовленні є наступний діалог:
— Куди ти йдеш?
— Гуляти.
Повною формою відповіді другого мовця було б: «Я йду гуляти». Таким чином, еліпсис дозволяє опустити слова «Я йду», втім сенс залишається зрозумілим.
Простим прикладом еліпсису на письмі є: «Молодший син був дуже комунікабельним, старший — набагато стриманішим». У реченні пропущені іменник «син» та дієслово «був», проте його сенс залишається зрозумілим.

## Субституція
Субституція — заміна одного мовного елемента іншим, із більш загальним значенням, задля уникнення повтору. Наприклад: «Величезний чорний ведмідь, ставши на задні ноги, намагається схопити пащею людину <...> Ось він! Це він, волохатий, безжалісний і грізний бог нетрів.» У цьому випадку замість повтору слова «ведмідь» Іван Багряний вживає загальні слова «бог нетрів».

## Лексична когезія
Лексична когезія стосується способу вибору лексичних одиниць для зв’язку елементів тексту. Розрізняють дві форми лексичної когезії: повтор та колокація.
У повторенні використовується те саме слово, його синонім, антонім тощо.
— Яке плаття ти збираєшся одягнути?
— Я одягну зелену сукню.
Абсолютні синоніми «плаття» та «сукня» вживаються задля досягнення лексичної когезії.
У випадку колокації використовуються, як правило, стійкі словосполучення або поєднання слів, що несуть певне усталене значення: «час минає», «яскравий колір», «ключовий фактор» тощо.